# برسية قوقازية
برسية قوقازية (الاسم العلمي:Gnaphalium caucasicum) هي نوع من النباتات تتبع جنس البرسية من الفصيلة النجمية.